# Peron (Sukorejo)
Peron is een bestuurslaag in het regentschap Kendal van de provincie Midden-Java, Indonesië. Peron telt 2338 inwoners (volkstelling 2010).